# Shin'ichi Terada
Shin'ichi Terada (寺田 紳一 Terada Shin'ichi?, nacido el 10 de junio de 1985 en Osaka) es un futbolista japonés que se desempeña como centrocampista.

## Trayectoria

### Clubes
| Club        | País  | Año         |
| ----------- | ----- | ----------- |
| Gamba Osaka | Japón | 2004 - 2012 |
| Yokohama FC | Japón | 2010 - 2011 |
| Yokohama FC | Japón | 2012 - 2017 |
| Tochigi SC  | Japón | 2018 -      |

## Estadística de carrera

### J. League
| Club        | Año   | J. League | J. League | Copa J. League | Copa J. League | Total | Total |
| Club        | Año   | Part.     | Goles     | Part.          | Goles          | Part. | Goles |
| ----------- | ----- | --------- | --------- | -------------- | -------------- | ----- | ----- |
| Gamba Osaka | 2004  | 1         | 0         | 0              | 0              | 1     | 0     |
| Gamba Osaka | 2005  | 2         | 0         | 3              | 1              | 5     | 1     |
| Gamba Osaka | 2006  | 20        | 0         | 0              | 0              | 20    | 0     |
| Gamba Osaka | 2007  | 21        | 2         | 6              | 1              | 27    | 3     |
| Gamba Osaka | 2008  | 13        | 2         | 3              | 0              | 16    | 2     |
| Gamba Osaka | 2009  | 5         | 1         | 1              | 0              | 6     | 1     |
| Yokohama FC | 2010  | 28        | 4         | -              | -              | 28    | 4     |
| Yokohama FC | 2011  | 18        | 0         | -              | -              | 18    | 0     |
| Gamba Osaka | 2012  | 9         | 0         | 0              | 0              | 9     | 0     |
| Yokohama FC | 2012  | 16        | 0         | -              | -              | 16    | 0     |
| Yokohama FC | 2013  | 38        | 2         | -              | -              | 38    | 2     |
| Yokohama FC | 2014  | 41        | 3         | -              | -              | 41    | 3     |
| Yokohama FC | 2015  | 40        | 2         | -              | -              | 40    | 2     |
| Yokohama FC | 2016  | 29        | 1         | -              | -              | 29    | 1     |
| Yokohama FC | 2017  | 10        | 0         | -              | -              | 10    | 0     |
| Total       | Total | 291       | 17        | 13             | 2              | 304   | 19    |